# 陶文峰
陶 文峰（とう ぶんほう、1980年10月16日 - ）は、地方競馬の岩手県競馬組合・水沢競馬場所属の調教師で元騎手である。国籍は中華人民共和国、黒竜江省出身。血液型O型。

## 来歴
中国で生まれ育つ。父方の祖母が残留孤児であった関係で12歳のときに一家で来日。中学を経て岩手県立水沢農業高等学校に入学、所属していた乗馬部では3年次に国体への出場を果たしている。水沢競馬場でアルバイトしたのが縁で騎手を目指し卒業後、3度目の挑戦で地方競馬教養センター短期騎手課程に合格。
2000年、水沢競馬場の千葉四美厩舎からデビュー。同年4月15日、水沢競馬第4競走（C2条件戦）ポローニアアーミが初騎乗（10頭立て6番人気7着）。同年7月3日、水沢競馬第1競走（C2条件戦）でトーホウシンゲキ（8頭立て1番人気）に騎乗し、29戦目で初勝利を挙げる。1年目は98戦騎乗し4勝止まりであったが、2年目は24勝を挙げ新人騎手表彰を受けた。
2001年9月10日、高知競馬場で行われた第16回全日本新人王争覇戦に出場（12人中6位）。
2004年に盛岡競馬場の櫻田浩三厩舎に所属変更。同年9月26日に盛岡競馬場にて行われた第6回岩手県知事杯OROカップでは同厩舎のトキオパーフェクトに騎乗し逃げ切り、自身にとって初の重賞勝利となる（12頭立て5番人気）。同年11月28日、水沢競馬第1競走（C3条件戦）をトウカイバスターで優勝（10頭立て2番人気）し、1331戦目で地方競馬通算100勝達成。
2006年にはマカオへ短期海外遠征した（未勝利、2着1回）。
2008年4月27日、水沢競馬第2競走（C2十五組条件戦）をベルモントボンバーで逃げ切り優勝（10頭立て4番人気）し、地方競馬通算200勝達成。同年7月13日、福島競馬第9競走の織姫賞でダイショウルシアンに騎乗し、中央競馬初騎乗（16頭立て13番人気11着）。
2011年1月17日から3月18日までの予定で笠松競馬場で期間限定騎乗を行う。期間中の所属は加藤幸保厩舎。また、期間中に東日本大震災が発生し、岩手競馬の開幕が遅れることとなったため6月18日まで期間を延長した。同年5月1日付で水沢競馬場の菅原右吉厩舎に所属変更。
2017年に中国・内モンゴル自治区のウランホト競馬場、2018年には雲南省昆明市に遠征して騎乗している。
2024年11月20日に発表された令和6年度第2回調教師免許試験に合格したため、11月30日をもって騎手を引退し、翌12月1日付で調教師免許を取得した。
地方通算成績は10637戦790勝・2着953回・3着1105回・勝率7.4%・連対率16.4%（2022年2月20日現在）、中央競馬1戦0勝。
2025年3月9日、水沢競馬3Rにおいて、管理するメルティーショコラが出走し調教師デビュー。初戦の結果は4着となった。同年3月10日、水沢競馬1Rに管理馬スピードスターが出走し1着となり、開業2戦目で初勝利を飾った。

## 勝負服
勝負服の柄は赤、胴黄星散らし。中華人民共和国の国旗をモチーフにデザインされている。

## おもな騎乗馬
- トキオパーフェクト（2004年OROカップ、早池峰賞）[1]
- デンゲキヒーロー（2004年名古屋グランプリ3着）
- ドリームクラフト（2013年岩鷲賞、栗駒賞、白嶺賞、2014年トウケイニセイ記念）
- ダブルスパーク（2014年ハーベストカップ、OROターフスプリント）
- サクラトップキッド（2024年北上川大賞典）

## おもな受賞歴
- 2001年度 岩手競馬新人騎手表彰